# 세레신
세레신(Ceresin)은 미국의 신약개발 회사로, 미국, 싱가포르, 호주, 한국 등 4개국에 사무소를 두고 있다. 케톤 관련 뇌 신경계 의약품 개발에 특화되어 있으며, 대표적인 파이프라인으로는 치매 치료제(트리카프릴린 등)가 있다. 네슬레헬스사이언스의 신약 개발 자회사로, 최근 한국인 CFO를 선임하는 등 K-바이오 시장 진출에도 적극적이다.

## 역사
2025년 삼성증권과 하나증권을 주관사로 코스닥 상장을 추진중에 있다.

## 투자
이연제약의 자회사인 아르케인베스트먼트가 투자하였다.